# Stallberg und Morsberg bei Hünfeld
Koordinaten: 50° 43′ 5″ N, 9° 50′ 55″ O

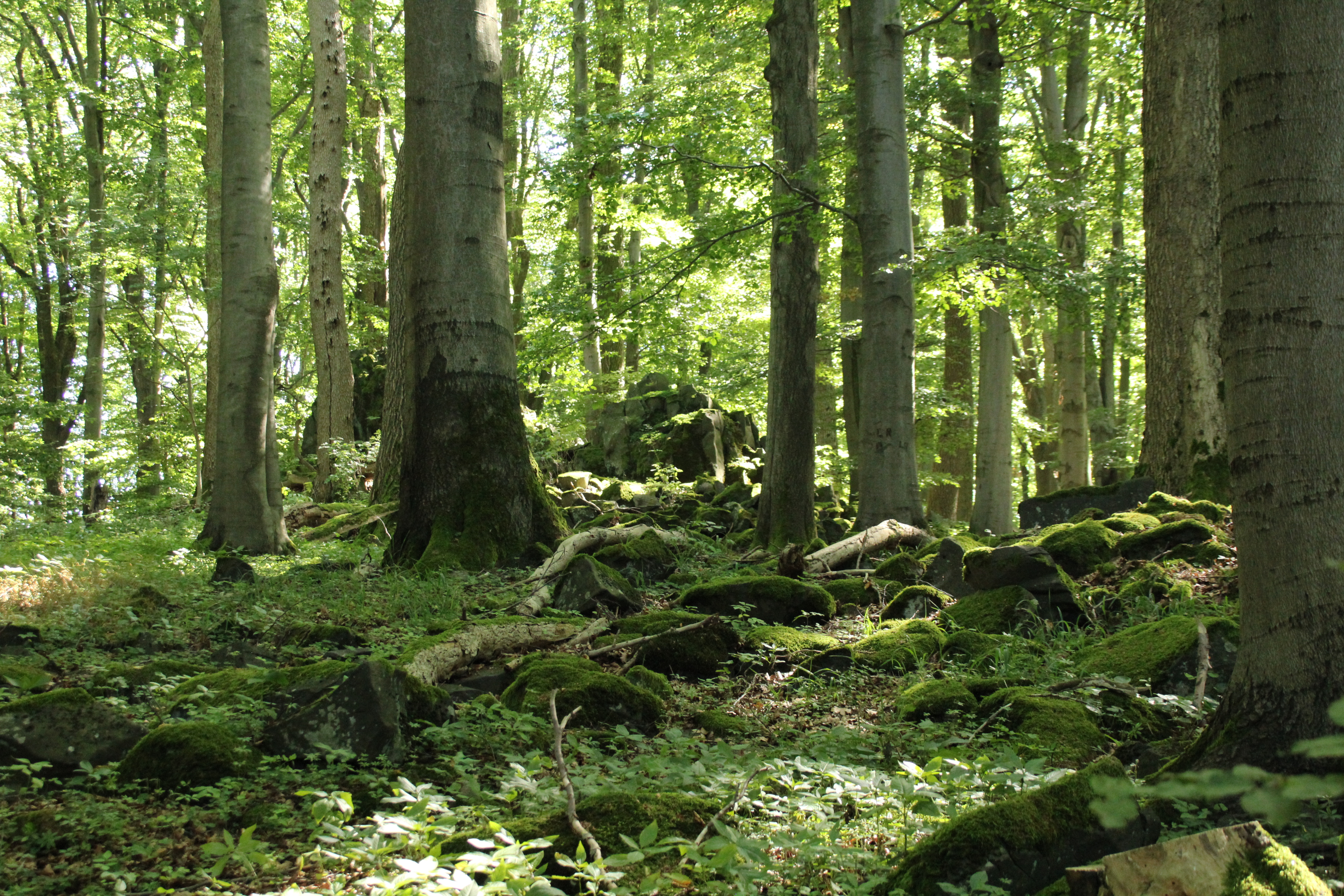
Naturschutzgebiet Stallberg und Morsberg bei Hünfeld (August 2016)

Das Naturschutzgebiet Stallberg und Morsberg bei Hünfeld liegt auf dem Gebiet der Stadt Hünfeld im Landkreis Fulda in Hessen.
Das aus zwei Teilflächen bestehende etwa 247 ha große Gebiet, das unter der Kennung 1631047 unter Naturschutz steht, erstreckt sich östlich des Weilers Stendorf westlich und östlich der Landesstraße L 3173. Am südlichen Rand der östlichen Teilfläche verläuft die B 84. In der westlichen Teilfläche erhebt sich der 552,9 Meter hohe Stallberg und in der östlichen Teilfläche der 466,4 Meter hohe Morsberg. Östlich des Gebietes verläuft die Landesgrenze zu Thüringen.